# Spencer Tracy
Spencer Tracy (5. dubna 1900 Milwaukee – 10. června 1967 Los Angeles) byl americký herec, držitel dvou ocenění americké filmové akademie Oscar (z celkového počtu devíti nominací), z let 1937 a 1938. Během kariéry se objevil v 75 filmech a svými výkony si vybudoval pověst jedné z největších mužských filmových hvězd hollywoodského filmu.

## Profesionální kariéra
Spencer Tracy už v dětství projevoval vznětlivou a tvrdohlavou povahu, často se pral a měl problémy i ve škole. Jeho otec, původem Ir a horlivý římský katolík, ho nakonec poslal na jezuitskou školu. K překvapení rodičů se pod vlivem atmosféry ve škole rozhodl, že se stane knězem. Do toho ale vstoupila první světová válka, kdy jako sedmnáctiletý mladík krátce sloužil u amerického námořnictva. Po válce studoval vojenskou akademii a Ripon College ve Wisconsinu. Už při studiu se amatérsky věnoval herectví ve školním divadelním souboru, projevoval velký herecký talent. Od roku 1922 pak přešel studovat na americkou akademii dramatických umění do New Yorku. V té době začal hrát malé role na Broadwayi, kde se uvedl malou rolí robota v Čapkově dramatu R.U.R. Následujících osm let se protloukal po různých divadelních společnostech. Filmového režiséra Johna Forda zaujal v roli vraha ve hře Poslední večeře a ten ho doporučil do filmu.
Od roku 1930 začal pravidelně vystupovat ve filmu, nejprve točil dobrodružné filmy u společnosti 20th Century Fox, kde však nenašel odpovídající uplatnění. Od roku 1935 uzavřel smlouvu s MGM, což znamenalo zlom v jeho filmové kariéře. Už v roce 1936 získal svou první nominaci na Oscara za film San Francisco a v následujících dvou letech se stal vítězem v kategorii nejlepší herec v hlavní roli (Stateční kapitáni 1937 a Boys Town 1938). K divadlu se vrátil v roce 1945, kdy na Broadway účinkoval ve hře Drsná cesta.
S postupujícím věkem se na filmovém plátně postupně přehrál do rolí charakterních intelektuálů a solidních otců rodin pocházejících ze středních amerických vrstev (Otec nevěsty, 1950). Od roku 1955, kdy mu skončila smlouva s MGM, zůstal nezávislým hercem. Do filmové historie se zařadily jeho výkony ve filmech Černý den v Black rock (1955), Stařec a moře (1958), Kdo seje vítr (1960) nebo Norimberský proces (1961). Režisérem jeho posledních filmů byl Stanley Kramer.
Na počátku šedesátých let vážně onemocněl a natočil už jen jeden jediný film – Hádej, kdo přijde na večeři (1967). Zemřel 17 dní po natočení posledního záběru na infarkt. Výkon v roli otce mu přinesl devátou nominaci (in memoriam) na Oskara.
Patřil k hercům, kteří působili především silou své osobnosti. Na plátně se projevovala jeho tichá, klidná síla, suchý humor, drsný zevnějšek a přímý pohled. Jeho herectví bylo přirozené a spontánní. Nebyl sice žádný krasavec, ale divákům se líbil jeho nenápadný humor, upřímnost a mužnost. Sklízel obdiv diváků, kritiků i svých kolegů, kteří ho často označovali za nejlepšího herce.

## Osobní život

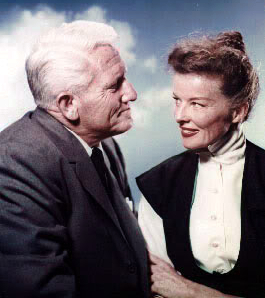
Tracy a Hepburnová na společném propagačním snímku z roku 1957

V roce 1923 se oženil s herečkou Louise Treadewellovou, se kterou zůstal ve formálním manželském vztahu až do své smrti v roce 1967. První krizi znamenalo pro jejich manželství narození syna Johna, u kterého byla diagnostikována hluchota. Zatímco Tracy se s tím nedokázal vyrovnat a svou frustraci zaháněl alkoholem, bylo zásluhou jeho manželky, že se syn navzdory svému handicapu naučil mluvit, vystudoval a stal se výtvarníkem. Péči o podobně postižené děti se věnovala téměř celý život a založila centrum pro hluché John Tracy Center. Manželství nedokázalo zachránit ani narození zdravé dcery Susie v roce 1932. V roce 1933 prožil Tracy vášnivý román s mladou herečkou Lorettou Youngovou a dokonce jí nabídl manželství. Youngová odmítla s poukazem na společnou katolickou víru, která nepřipouštěla rozvod, a na podzim roku 1934 se rozešli. Citové vypětí se negativně promítlo do Tracyho zdravotního stavu: celou dospělost trpěl depresemi, chronickou nespavostí, kterou zaháněl léky, a stal se z něho kvartální alkoholik. V roce 1942 ho nevzali do armády, protože měl poškozené srdce, ledviny a játra.
Tracy měl několik dalších mimomanželských vztahů se známými herečkami, ale o rozvodu již neuvažoval.
Jeho největší životní láskou a pracovní partnerkou se navzdory tomu stala po převážnou část jeho dospělého života vynikající americká filmová hvězda Katharine Hepburnová, se kterou natočil celkem devět filmů. Seznámili se v roce 1941 při natáčení filmu Nejprve stvořil ženu a zůstali spolu až do Tracyho smrti. S ohledem na Tracyho zákonitou manželku žili odděleně, i když jejich vztah byl v Hollywoodu veřejným tajemstvím. Teprve v posledních letech Tracyho života, když se zhoršilo jeho zdraví, se spolu usadili v chatě přítele George Cukora v Beverly Hills. Hepburnová přerušila hereckou kariéru a pečovala o Tracyho. Posledním společným filmem byl dnes již legendární snímek Hádej, kdo přijde na večeři z roku 1967.

## Filmografie

### Hraný film
- 1993 – La Classe américaine

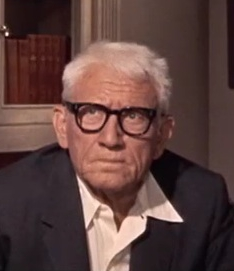
Spencer Tracy ve filmu Hádej, kdo přijde na večeři (1967)

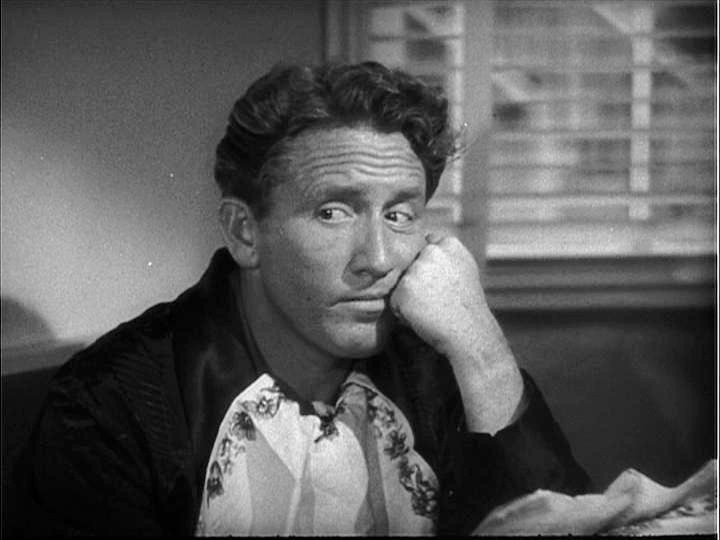
Tracy ve filmu Nejprve stvořil ženu (1942)

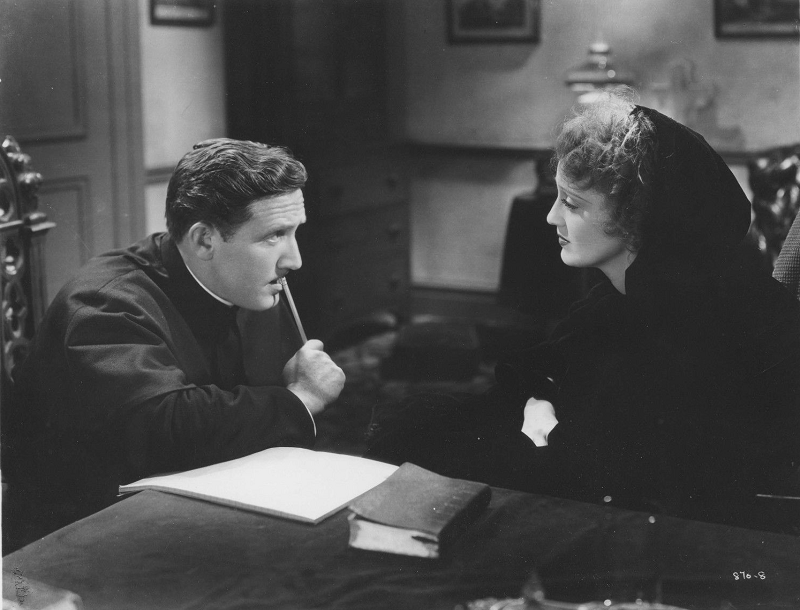
Spencer Tracy a Jeanette MacDonaldová ve filmu San Francisco (1936)

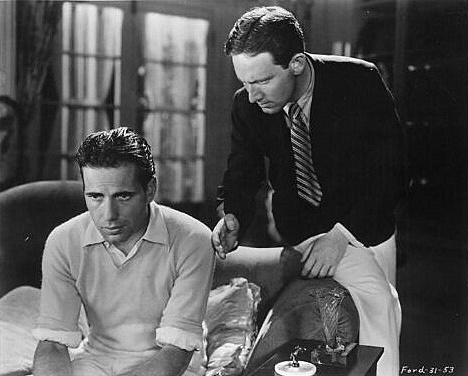
Humphrey Bogart a Spencer Tracy ve filmu Up the River (1930)

- 1967 – Hádej, kdo přijde na večeři - nominace na Oscara
- 1963 – To je ale bláznivý svět / To je ale bláznivej svět
- 1962 – Jak byl dobyt Západ
- 1961 – The Devil at 4 O'Clock
- 1961 – Norimberský proces - nominace na Oscara
- 1960 – Kdo seje vítr - nominace na Oscara
- 1958 – The Last Hurrah
- 1958 – Stařec a moře - nominace na Oscara
- 1957 – Žena, která všechno ví
- 1956 – The Mountain
- 1955 – Černý den v Black Rock - nominace na Oscara
- 1954 – Zlomené kopí
- 1953 – The Actress
- 1952 – Pat a Mike
- 1951 – Plymouth Adventure
- 1951 – Jak je těžké být dědečkem
- 1950 – The People Against O'Hara
- 1950 – Nevěstin otec - nominace na Oscara
- 1949 – Adamovo žebro
- 1949 – Edward, My Son
- 1949 – Malaya
- 1948 – Vládní prohlášení
- 1947 – Cass Timberlane
- 1945 – Moře trávy
- 1945 – Without Love
- 1944 – Sedmý kříž
- 1944 – Thirty Seconds Over Tokyo
- 1943 – A Guy Named Joe
- 1942 – Keeper of the Flame
- 1942 – Nejprve stvořil ženu
- 1942 – Tortilla Flat
- 1941 – Dr. Jekyll a pan Hyde
- 1941 – Men of Boys Town
- 1940 – Cesta na severozápad
- 1940 – Edison, the Man
- 1940 – I Take This Woman
- 1940 – Tekuté zlato
- 1940 – Young Tom Edison
- 1939 – Stanley and Livingstone
- 1938 – Boys Town – Oscar za nejlepší mužský herecký výkon v hlavní roli
- 1938 – Pilot č. 7
- 1937 – Big City
- 1937 – Mannequin
- 1937 – Stateční kapitáni – Oscar za nejlepší mužský herecký výkon v hlavní roli
- 1937 – They Gave Him a Gun
- 1936 – Byl jsem lynčován
- 1936 – Libeled Lady
- 1936 – Riffraff
- 1936 – San Francisco - nominace na Oscara
- 1935 – Danteho peklo
- 1935 – It's a Small World
- 1935 – The Murder Man
- 1935 – Whipsaw
- 1934 – Bottoms Up
- 1934 – Looking for Trouble
- 1934 – Marie Galante
- 1934 – Now I'll Tell
- 1934 – The Show-Off
- 1933 – The Face in the Sky
- 1933 – The Mad Game
- 1933 – Man's Castle
- 1933 – The Power and the Glory
- 1933 – Shanghai Madness
- 1932 – 20,000 Years in Sing Sing
- 1932 – Disorderly Conduct
- 1932 – Me and My Gal
- 1932 – The Painted Woman
- 1932 – She Wanted a Millionaire
- 1932 – Sky Devils
- 1932 – Society Girl
- 1932 – Young America
- 1931 – Goldie
- 1931 – Quick Millions
- 1931 – Six Cylinder Love
- 1930 – The Hard Guy
- 1930 – The Strong Arm
- 1930 – Taxi Talks
- 1930 – Up the River

### Dokumentární
- 1995 – 50 Years of Funny Females (TV film)
- 1991 – Hollywood Remembers: Myrna Loy – So Nice to Come Home to (TV film)
- 1991 – Something a Little Less Serious: A Tribute to 'It's a Mad Mad Mad Mad World' (TV film)
- 1951 – For Defense for Freedom for Humanity
- 1943 – His New World
- 1942 – Ring of Steel
- 1940 – Northward, Ho!
- 1939 – For Auld Lang Syne: No. 4
- 1939 – Hollywood Hobbies
- 1938 – Hollywood Goes to Town